# Astracantha meyeri
Astracantha meyeri är en ärtväxtart som först beskrevs av Pierre Edmond Boissier, och fick sitt nu gällande namn av Dieter Podlech. Astracantha meyeri ingår i släktet Astracantha och familjen ärtväxter. Inga underarter finns listade i Catalogue of Life.